# Crónica taurina
Una crónica taurina es un texto de carácter informativo que informa al lector de lo ocurrido en un ruedo taurino, todas las incidencias relevantes, tales como las características físicas de los astados lidiados, por su comportamiento durante la lidia, el resultado de cada una de las    suertes ejecutadas, el desempeño de los toreros frente a sus enemigos, la ejecución y el  desarrollo de los pases, o su  impacto en el público de asistente y un resumen en general del desempeño de los toreros, determinando si la faena está por encima o por debajo de las expectativas del público, a veces llamado «El respetable».
La crónica taurina ha evolucionado a lo largo del tiempo. La primera publicación conocida como «revista de toros» fue publicada el 20 de junio de 1793 en el Diario Madrid. El primer periódico de temática taurina no apareció hasta 1819. En los últimos tiempos los medios de comunicación masivos han cobrado interés junto con la televisión.